# Povljana

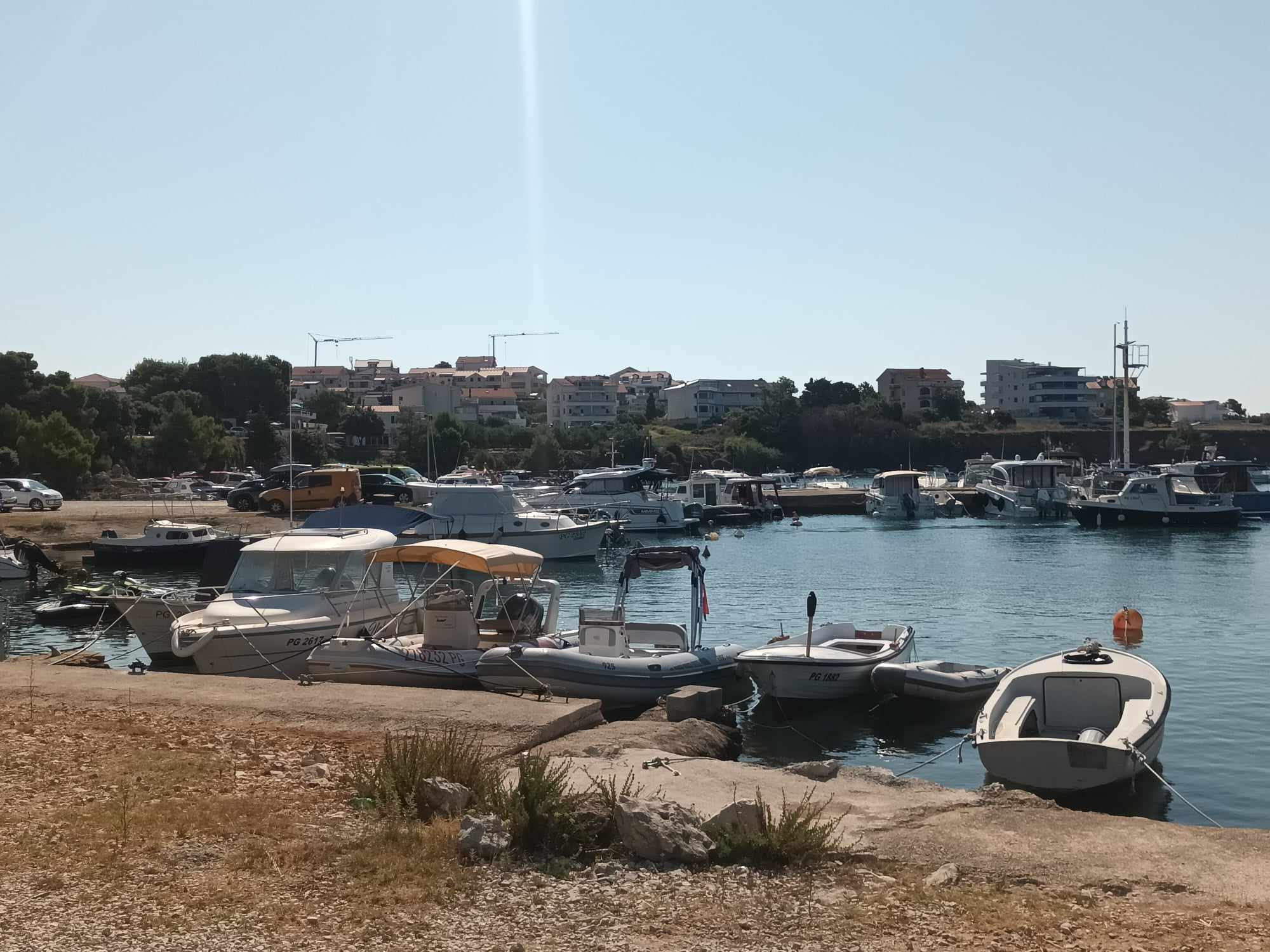
Přístav v Povljaně

Povljana (italsky Pogliana) je vesnice, opčina a přímořské letovisko v Chorvatsku v Zadarské župě. Nachází se na ostrově Pag, asi 12 km jihovýchodně od města Pagu. V roce 2011 zde trvale žilo 759 obyvatel. V opčině se nachází pouze jedno sídlo, a to Povljana samotná.
Nachází se zde dva kostely: kostel svatého Jiří a hřbitovní kostel svatého Mikuláše. U kostela svatého Jiří se nachází zvonice. Jsou zde tři pojmenované, převážně písečné pláže: Dubrovnik, Mali Dubrovnik a Perilo. Prochází tudy župní silnice Ž6275.
Sousedními vesnicemi jsou Dinjiška, Gorica, Smokvica, Stara Vas a Vlašići.